# Flugunfall einer Antonow An-24 der TAROM am Flughafen Cluj
Der Flugunfall einer Antonow An-24 der TAROM am Flughafen Cluj ereignete sich am 5. September 1986 auf einem Inlandslinienflug der TAROM. Eine auf dem Flughafen Bukarest-Otopeni gestartete Antonow An-24RW mit 50 Passagieren und fünf Besatzungsmitgliedern an Bord setzte an diesem Tag hart auf der Landebahn des Flughafens Cluj-Napoca auf und fing Feuer. Bei dem Unfall überlebten die beiden Flugbegleiter sowie alle 50 Passagiere, jedoch kamen alle drei Mitglieder der Cockpitbesatzung ums Leben.

## Flugzeug
Das Flugzeug war eine im Jahr 1972 gebaute Antonow An-24RW mit der Werksnummer 27307902, Das zweimotorige Kurzstrecken-Passagierflugzeug war mit zwei Turboproptriebwerken des Typs Iwtschenko AI-24 mit einer Leistung von je 1.877 kW (2.552 PS) ausgestattet.

## Passagiere und Besatzung
Den Flug von Bukarest nach Cluj hatten 50 Passagiere angetreten. Es befand sich eine fünfköpfige Besatzung an Bord der Maschine, bestehend aus einem Flugkapitän, einem Ersten Offizier, einem Flugingenieur und zwei Flugbegleiterinnen. Eine von ihnen, Aurelia Grigore, hatte bereits am 7. August 1980 einen Landeunfall der TAROM erlebt, als der Kapitän einer Tupolew Tu-154B-1 (YR-TPH) bei der Landung in Nouadhibou (Mauretanien) die Maschine vor der Landebahn im Meer aufsetzte, wobei ein Passagier getötet wurde.

## Unfallhergang
Bei der Landung setzte der Kapitän die Maschine mit dem Bugfahrwerk zuerst auf. Daraufhin sprang die Antonow mehrmals hoch, wobei das Bugfahrwerk brach und sich durch den Rumpf ins Cockpit bohrte. Die Maschine schlitterte dann die Landebahn entlang in ein Getreidefeld. Als sie zum Stehen gekommen war, entwickelte sich ein Brand. Die Flugbegleiterinnen evakuierten alle Passagiere, während die drei Piloten im Cockpit eingeschlossen waren. Als die Flugbegleiterinnen zum Cockpit eilten, war dieses bereits in Feuer und Rauch eingehüllt. Zehn Minuten nach dem Aufprall erschien der Erste Offizier am Cockpitfenster und rief den umstehenden Helfern zu, dass sein Bein eingeklemmt sei. Schließlich gelang es ihm endlich, sein Bein zu befreien und sich aus dem Fenster herauszustemmen. Die anderen beiden Besatzungsmitglieder verbrannten im Cockpit. Der Erste Offizier erlag einen Tag nach dem Unfall seinen schweren Brandverletzungen.

## Ursache
Laut Auskunft der Feuerwehr war die Ursache des Brandes ein Kurzschluss in den Bedieninstrumenten im Cockpit. Laut Auskunft des Militärstaatsanwalts hatte es eine Akte zu dem Unfall gegeben, diese wurde jedoch offenbar zu einem unbekannten Zeitpunkt vernichtet, weshalb sich heutige Erkenntnisse zu dem Unfall im Wesentlichen auf Augenzeugenberichte stützen.